# Plectogaster
Plectogaster is een geslacht van kevers uit de familie van de boktorren (Cerambycidae). De wetenschappelijke naam van het geslacht werd in 1881 gepubliceerd door Charles Owen Waterhouse.

## Soorten
- Plectogaster jordani Heath, 1905
- Plectogaster noellae Bouyer, 2011
- Plectogaster pectinicornis (Bates, 1881)
- Plectogaster puncticollis Burgeon, 1947
- Plectogaster schoutedeni Burgeon, 1947